# Mallerenga de Palawan
La mallerenga de Palawan o mallerenga de l'illa Palawan (Pardaliparus amabilis) és una espècie d'ocell passeriforme que pertany a la família Pàridsendèmica del sud-oest de les Filipines. Es troba únicament a l'illa de Palawan i les menors Calauit i Balabac, on es troba als boscos de terres baixes.

## Descripció
El mascle té el cap, la gola i el coll negres, l'esquena, el ventre i el pit grocs, i les ales i cua negres amb taques blanques. Les femelles són similars als mascles però amb l'esquena verda olivàcia. És molt similar a la mallerenga elegant, que viu a la resta de l'arxipèlag filipí, però la mallerenga de Palawan se'n diferencia per tenir les galtes negres en lloc de grogues.
S'alimenta d'insectes i larves, llavors i fruits.